# François Just Marie Raynouard
François Just Marie Raynouard, född den 18 september 1761 i Brignoles i Provence, död den 27 oktober 1836 i Passy utanför Paris, var en fransk författare.
Raynouard blev advokat och invaldes 1791 i lagstiftande församlingen samt hölls under skräckväldet i fängelse. Han blev 1806 medlem av lagstiftande kåren, invaldes 1807 i Franska akademien och var 1817–1826 dennas ständige sekreterare. Raynouard bröt väg för en närmare kännedom om provensalska språket och trubadurernas poesi, bland annat genom arbetena Choix des poésies originales des troubadours (6 band, 1816–1821) och Lexique roman (6 band, 1836–1844). Därvid lät han dock inbillningskraften leda sig långt och drev rent av den satsen, att de övriga romanska språken vore dotterspråk till provensalskan. Raynouard skrev även ett par historiska arbeten och flera sorgespel, bland vilka i synnerhet Les templiers (1805; svensk översättning "Tempel-herrarne", 1809) slog an.